# Streblacanthus roseus
Streblacanthus roseus là một loài thực vật có hoa trong họ Ô rô. Loài này được (Radlk.) B.L. Burtt miêu tả khoa học đầu tiên năm 1997.